# OMX Stockholm 30
De Stockholm OMX 30 is de nationale beursindex van Zweden die genoteerd is aan de Stockholmsbörsen.
De index bevat de 30 meest verhandelde beursfondsen. De drie zwaarst wegende fondsen in deze marktkapitalisatie gewogen index zijn telecomconcern Ericsson, retailer Hennes & Mauritz en financieel dienstverlener Nordea. De startwaarde van de index is 125 punten, uitgaande van de stand per 30 september 1986. 